# Jefferson Nem
Jefferson Vasconcelos Bras da Silva, meglio noto come Jefferson Nem (Jaboatão dos Guararapes, 10 aprile 1996), è un calciatore brasiliano, attaccante del Botafogo-SP.

## Caratteristiche tecniche
È un'ala destra.

## Palmarès

### Competizioni nazionali
- Campeonato Brasileiro Série C: 1

Náutico: 2019